# والدو فرانک
والدو فرانک (انگلیسی: Waldo Frank؛ ۲۵ اوت ۱۸۸۹ – ۹ ژانویهٔ ۱۹۶۷) رمان‌نویس مورخ، فعال سیاسی و منتقد ادبیات اهل ایالات متحده آمریکا بود که در دهه‌های ۱۹۲۰ و ۱۹۳۰ به‌طور گسترده برای رسانه‌های نیویورکر و نیو ریپابلیک نوشت. فرانک بیشتر به دلیل تحصیلات خود در زمینه فرهنگ و ادبیات اسپانیایی و آمریکای لاتین شناخته شده‌است و کارهای او به عنوان یک پل فکری بین دو قاره در نظر گرفته شده‌است.
وی یک فعال سیاسی رادیکال در طول سال‌های رکود بزرگ بود، فرانک در اولین کنگره لیگ نویسندگان آمریکایی نطقی راهگشا ایراد کرد و اولین رئیس این سازمان بود. فرانک در سال ۱۹۳۷ به دلیل تنظیم حزب کمونیست ایالات متحده آمریکا با رهبر تبعیدی اتحاد جماهیر شوروی لئون تروتسکی که فرانک در ژانویه همان سال در مکزیک با او ملاقات کرده بود، از آن حزب جدا شد.